# Martyr (sång)
Martyr är en låt av den brittiska gruppen Depeche Mode. Det är gruppens fyrtiofemte singel och återfinns på samlingsalbumet The Best of Depeche Mode Volume 1. Singeln släpptes den 30 oktober 2006 och nådde som bäst 13:e plats på den brittiska singellistan.

## Utgåvor och låtförteckning
Samtliga låtar är komponerade av Martin Gore. 
7"Mute / Bong39 (EU)
1. "Martyr" – 3.23
2. "Never Let Me Down Again (Digitalism Remix)" – 4.36

12"Mute / 12Bong39 (EU)
1. "Martyr (Booka Shade Dub)" – 8.17
2. "Martyr (Dreher & S.M. Art B.N. Reload Remix)" – 5.17
3. "Martyr (Alex Smoke Gravel Remix)" – 6.39

CDMute / CDBong39 (EU)
1. "Martyr"
2. "Martyr (Booka Shade Full Vocal Mix)"

CDMute / LCDBong39 (EU)
1. "Martyr (Paul van Dyk Remix Edit)"
2. "Martyr (Alex Smoke Gravel Mix)"
3. "Never Let Me Down Again (Digitalism Remix)"

DVDMute / DVDBong39 (EU)
1. "Martyr" – Video Montage
2. "Martyr (Dreher & S.M.Art B.N. Reload Remix)"
3. "Martyr (Booka Shade Travel Mix)"

Promo 12"Mute / P12Bong39 (EU)
1. "Martyr (Booka Shade Dub)" – 8.17
2. "Martyr (Dreher & S.M. Art B.N. Reload Remix)" – 5.17
3. "Martyr (Alex Smoke Gravel Remix)" – 6.39

Radio Promo CDMute / RCDBong39 (EU)
1. "Martyr" – 3:23

Club Promo CDMute / PCDBong39 (EU)
1. "Martyr" – 3:23
2. "Martyr (Paul van Dyk Radio Mix)" – 3:40
3. "Martyr (Paul van Dyk Vonyc Lounge Mix)" – 7:06
4. "Martyr (Paul van Dyk Dub)" – 10:21
5. "Martyr (Paul van Dyk Dub Vox)" – 10:21
6. "Martyr (Booka Shade Dub)" – 8:17

Promo CDReprise / PRO-CD-101908 (US)
1. "Martyr (Radio Version)" – 3:07
2. "Martyr" – 3:24

Promo CDReprise / PRO-CD-101926 (US)
1. "Martyr" – 3:24
2. "Martyr (Paul van Dyk Remix Edit)" – 7:18
3. "Martyr (Paul van Dyk Remix)" – 10:21
4. "Martyr (Paul van Dyk Vonyc Lounge Mix)" – 7:06
5. "Martyr (Paul van Dyk Dub)" – 10:21
6. "Martyr (Booka Shade Full Vocal Mix Edit)" – 6:20
7. "Martyr (Booka Shade Travel Mix)" – 6:22
8. "Martyr (Booka Shade Dub)" – 8:17
9. "Martyr (Dreher & Art B.N. Reload Mix)" – 5:21
10. "Martyr (Alex Smoke Gravel Mix)" – 6:42

Digital download
1. "Martyr (Paul Van Dyk Dub Mix)" – 10.21
2. "Martyr (Paul Van Dyk Radio Remix)" – 3.40
3. "Martyr (Paul Van Dyk Remix)" – 10.21
4. "Martyr (Paul Van Dyk Vonyc Lounge Mix)" – 7.06
5. "Martyr (Alex Smoke Bones Edit)" – 3.09
6. "Martyr (Booka Shade Dub)" – 8.17
7. "Martyr (U-MYX feature)"

Dubbel maxisingel i begränsad upplaga
A1. "Personal Jesus (Boys Noize Rework)" – 6:54
A2. "Never Let Me Down Again (Digitalism Remix)" – 4:35
B1. "Everything Counts (Oliver Huntemann & Stephan Bodzin Dub)" – 6:54
B2. "People Are People (Underground Resistance Remix)" – 7:20